# Округ Џеферсон (Западна Вирџинија)
Округ Џеферсон (енгл. Jefferson County) је округ у америчкој савезној држави Западна Вирџинија.

## Демографија
По попису из 2010. године број становника је 53.498, што је 11.308 (26,8%) становника више него 2000. године.
| Група             | 2000.          | 2010.          |
| Белци             | 37.958 (90,0%) | 45.565 (85,2%) |
| Афроамериканци    | 2.571 (6,1%)   | 3.524 (6,6%)   |
| Азијати           | 252 (0,6%)     | 618 (1,2%)     |
| Хиспаноамериканци | 734 (1,7%)     | 2.489 (4,7%)   |
| Укупно            | 42.190         | 53.498         |